# Троицкая церковь (Тутаев)
Церковь Святой Живоначальной Троицы (также известна как Троицкая на погосте) в Тутаеве построена в 1783 году по благословению архиепископа Ростовского Самуила. Рядом с храмом расположена часовня-усыпальница семьи Маслок.

## О храме
Храм во имя Святой Живоначальной Троицы, что на погосте, возвышается на последнем северном холме левобережной части города Тутаева (Романова-Борисоглебска), на высоком и живописном берегу Волги.
Точная дата основания деревянного храма на этом месте неизвестна, первые упоминания о нем относятся к 1621 году.
Каменная Троицкая церковь была построена в 1783 году, ровно через 500 лет после основания города Романова, в год присоединения Крыма к России. Храм оставался действующим до 1936 года, когда был арестован его последний настоятель отец Владимир Надеинский. Многие иконы из Троицкого храма были перенесены в продолжавший действовать Покровский храм.
Церковь была восстановлена в 2006 году, после чудесного явления похороненного около храма священномученика Михаила Белороссова Сергею Донцову. Первым настоятелем храма стал прот. Федор Сапунов.
Погост, на котором построена церковь, изначально был местом торговли и ярмарок, куда съезжались «гости» из дальних селений. Вокруг храма, построенного на погосте, вскоре начали хоронить, и название «погост» стало ассоциироваться с кладбищем.
Архитектурный тип храма - «корабль»: все его составляющие расположены вдоль одной прямой линии с запада на восток, и постройка издали напоминает судно. Такой способ постройки глубоко символичен - церковь сравнивается с кораблём, на котором могут укрыться все, желающие спастись.
В храме три престола: Святой Живоначальной Троицы, святого пророка Илии и святителя Николая Чудотворца. Среди святынь храма можно отметить редкий образ Божией Матери «Всех Надежда», пока малоизвестный в России.
В настоящее время в храме проходят регулярные богослужения. С 2012 года его настоятелем является иерей Николай Буше.

## История
Первые упоминания о деревянной церкви на этом месте датируются 1621 годом, когда в переписных книгах отмечена «церковь Живоначальныя Троицы древяна».
Каменный храм был построен на средства прихожан по благословению архиепископа Ростовского Самуила.
Расположен на северо-западной окраине города, на вершине холма. Одноэтажный, с надстройкой над трапезной частью. С западной стороны к храму пристроена колокольня на массивном четверике.
Крыша зимней церкви двускатная. Перекрытие трапезной купольное, с высоким восьмигранным барабаном, имеющим четыре арочных окна и заканчивающимся некрупным куполом в виде луковицы.
При храме была церковно-приходская школа.
В церкви имеется три престола: в летнем храме — во имя Живоначальной Троицы, в зимнем — во имя пророка Илии и святителя Николая Чудотворца.
Вокруг храма изначально располагалось кладбище, что обусловило его название «Троицкая на погосте». В середине XX века надгробия снесли, на их месте организовали Комсомольский парк.
Церковь закрыли в 1937 году, а в здании затем находились попеременно зерновой склад, инкубатор по выведению цыплят, склад Райпотребсоюза. С середины 1970-х церковь оказалась заброшенной. Её восстановление началось в конце 1999-х, а первая служба была проведена в августе 2006 года. 6 августа 2006 года храм был освящён архиепископом Ярославским и Ростовским Кириллом.
Сейчас церковь действующая, в ней регулярно проводятся богослужения.